# 944 Гідальго
944 Гіда́льго (англ. 944 Hidalgo) — астероїд, відкритий 31 жовтня 1920 року.
Названо на честь Мігеля Ідальго-і-Костільї, національного героя Мексики, що 1810 року проголосив незалежність країни.
Астероїд має дуже незвичайну орбіту, що виходить далеко за межі поясу астероїдів. У перигелії (q = 1,95) він наближається до орбіти Марса, а в афелії (Q = 9,5) майже досягає орбіти Сатурна. Може наближатися до Землі на відстань 1,14606 а. о.